# Eduard Dietl

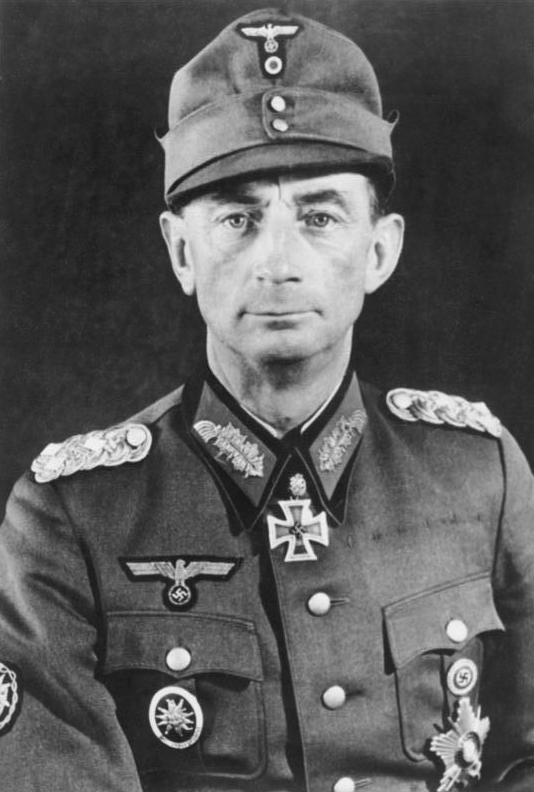
Eduard Dietl im April 1943

Eduard Wohlrath Christian Dietl (* 21. Juli 1890 in Aibling; † 23. Juni 1944 nahe Waldbach in der Steiermark) war ein deutscher Offizier, zuletzt Generaloberst im Zweiten Weltkrieg sowie Kommandeur von Gebirgsjägertruppen an verschiedenen Kriegsschauplätzen.

## Leben

### Bayerische Armee und Erster Weltkrieg
Eduard Dietl war der Sohn des Finanzrates Eduard Dietl und dessen Frau Lina, geborene Holzhausen. Das Abitur legte er 1909 am Rosenheimer Gymnasium ab.
Dietl trat am 1. Oktober 1909 als Fahnenjunker in das 5. Infanterie-Regiment „Großherzog Ernst Ludwig von Hessen“ der Bayerischen Armee in Bamberg ein.
Von Oktober 1910 bis August 1911 besuchte er die Kriegsschule München und wurde am 26. Oktober 1911 zum Leutnant ernannt. Seit Oktober 1911 war er Zugführer in der MG-Kompanie des 5. Infanterie-Regiments und im August 1914 Adjutant des I. Bataillons. Im Ersten Weltkrieg wurde er an der Westfront eingesetzt und im Oktober 1914 sowie im Oktober 1918 verwundet. Im Januar 1915 kam Dietl zum Ersatz-Bataillon des 1. Infanterie-Regiments „König“ und im März 1915 zum Ersatz-Bataillon des 5. Infanterie-Regiments. Anschließend stand er als Adjutant des I. Bataillons im Feld. Am 9. Juli 1915 wurde er zum Oberleutnant befördert. Im November 1916 wurde er als 2. Adjutant zur 7. Infanterie-Brigade abkommandiert. Im Oktober 1917 wurde er Adjutant des 5. Infanterie-Regiments und im Dezember 1917 Adjutant der 7. Infanterie-Brigade.
Dietl wurde am 16. September 1914 mit dem Eisernen Kreuz II. Klasse und am 3. September 1916 mit dem Eisernen Kreuz I. Klasse ausgezeichnet.

### Weimarer Republik
Im Februar 1919 war Dietl in das 5. Infanterie-Regiment zurückversetzt worden. Im April 1919 schloss er sich als Kompanieführer dem Freikorps Epp an und nahm im Mai 1919 an der Zerschlagung der Münchner Räterepublik teil. Nach der Übernahme des Freikorps Epp in die vorläufige Reichswehr wurde Dietl am 19. August 1919 zum Hauptmann befördert.
Nach einer sehr unsicheren mündlichen Überlieferung soll es Dietl gewesen sein, der Hitler zur Verwendung als „Bildungsoffizier“ in der Reichswehr empfahl. Tatsächlich hatte Hauptmann Karl Mayr vom Gruppenkommando 4 Hitler eingesetzt. Zumindest führte Hitler in seiner Grabrede auf Dietl am 1. Juli 1944 aus, Dietl habe es ihm ermöglicht, vor dessen Kompanie zu sprechen.
Dietl wurde eines der ersten 160 Mitglieder der Deutschen Arbeiterpartei (DAP) (Mitgliedsnummer 524). Im September 1920 wurde er Chef der 1. Kompanie im III. (Gebirgsjäger-)Bataillon des Infanterieregiments 19. Aus der Partei trat er im selben Jahr wieder aus, da er nach eigenen Angaben „als aktiver Offizier nicht Parteimitglied sein durfte“. Der Partei und Hitler blieb er jedoch verbunden.
Dietl war an verschiedenen Verschwörungen zum Sturz der Republik und Putschunternehmen beteiligt. So war vorgesehen, dass er 1920 beim Kapp-Putsch in München den „Offiziersblock“ führen sollte. Der Putschversuch kam jedoch in München nicht mehr zum Tragen. Nach der Rheinlandbesetzung wurden Pläne entwickelt, wonach Dietls Kompanie gemeinsam mit zwei Kompanien des „Hermannsbundes“ und einer Kompanie der Sturmabteilung (SA) ein Bataillon bilden sollte. Seit dem Frühjahr 1923 bildete Dietl deshalb die Münchner SA militärisch aus.
In die Vorbereitungen des Hitler-Ludendorff-Putsches war Dietl nicht involviert. Am Abend des 8. November 1923 sollte er eine Nachtausbildung von Einheiten der SA, des Bundes Oberland und des Hermannbundes leiten. Zwar billigte er Maßnahmen, die eine Bewaffnung der SA verhindern sollten, weigerte sich aber, seine Reichswehr-Einheit gegen die Putschisten einzusetzen. Ein Untersuchungsausschuss des Regiments wollte später nicht auf Ungehorsam erkennen, da es keinen Einsatzbefehl gegeben habe. Aber Dietl wurde zum Truppenübungsplatz Ohrdruf versetzt.
Im April 1924 wurde Dietl Inspekteur und Taktiklehrer an der Münchner Infanterieschule. Von Oktober 1924 bis März 1925 und von Oktober 1925 bis März 1926 war er zum Infanterieregiment 19 kommandiert. Im Oktober 1928 kam er zum Stab des III. Bataillons des Infanterieregiments 19. Am 1. Februar 1930 wurde Dietl zum Major ernannt und im Februar 1931 zum Kommandeur des III. Bataillons des 19. Infanterie-Regiments. In den Jahren 1930/31 nahm er am ersten deutschen Heeresbergführer-Lehrgang teil und wurde am 1. April 1931 zum Heeresbergführer ernannt. Am 1. Februar 1933 erfolgte seine Beförderung zum Oberstleutnant. Seit 1926 war er mit Gerda-Luise Hannicke verheiratet, mit der er vier Kinder hatte.

### Zeit des Nationalsozialismus

#### Vorkriegszeit
Ab April 1934 gehörte er zum Stab des Infanterieregiments 19 und im November 1934 wurde Dietl Kommandeur des Infanterieregiments 20 in Regensburg.
Am 1. Januar 1935 wurde Dietl zum Oberst befördert und er übernahm im Oktober 1935 als Kommandeur das Gebirgsjägerregiment 99 in Füssen. Am 1. April 1938 stieg Dietl zum Generalmajor auf und wurde im Mai 1938 zum Kommandeur der 3. Gebirgs-Division in Graz ernannt, mit der er u. a. 1938 in das Sudetenland einmarschierte.

#### Zweiter Weltkrieg

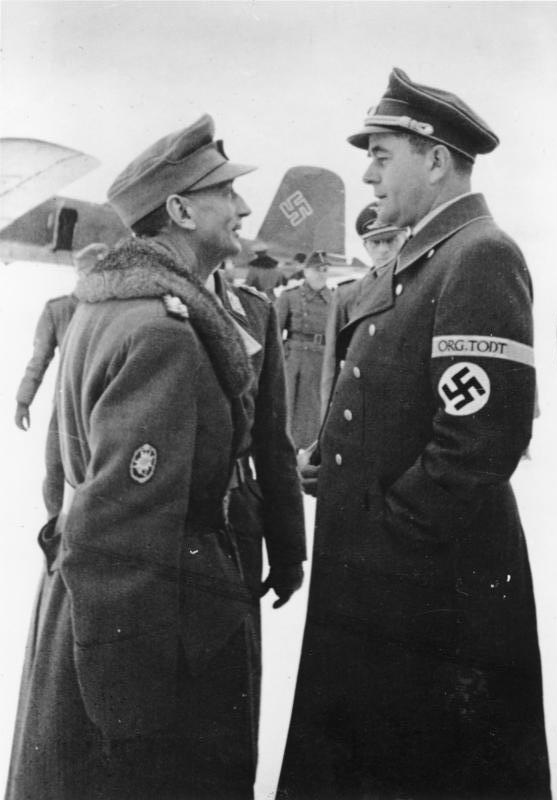
Eduard Dietl (links) und Albert Speer Februar 1944

Als Kommandeur dieser Division nahm er 1939 am Überfall auf Polen teil. Am 1. April 1940 wurde er zum Generalleutnant befördert. Den Auftrag, im Rahmen des Unternehmens „Weserübung“ den Erzhafen Narvik zu besetzen, erhielt er auf persönliche Intervention Hitlers. Anfang April 1940 wurde er mit 2.000 Mann seiner Division von zehn Zerstörern der Kriegsmarine nach Narvik gebracht. Nach dem Einfall in das neutrale Norwegen am 9. April 1940 war er drei Monate lang in schwere Kämpfen mit den Alliierten verwickelt. In der Schlacht um Narvik kämpften 2.000 Gebirgsjäger und 2.500 Marinesoldaten gegen rund 25.000 alliierte Soldaten, bis der Westfeldzug die Alliierten im Juni veranlasste, ihre Truppen zurückzuziehen.
Am 9. Mai 1940 wurde Dietl mit dem Ritterkreuz des Eisernen Kreuzes ausgezeichnet und am 15. Juni zum Kommandierenden General des Gebirgskorps Norwegen ernannt. Am 19. Juli 1940 beförderte Hitler ihn zum General der Infanterie (später: General der Gebirgstruppe) und verlieh ihm als erstem Offizier der Wehrmacht das Eichenlaub zum Ritterkreuz.

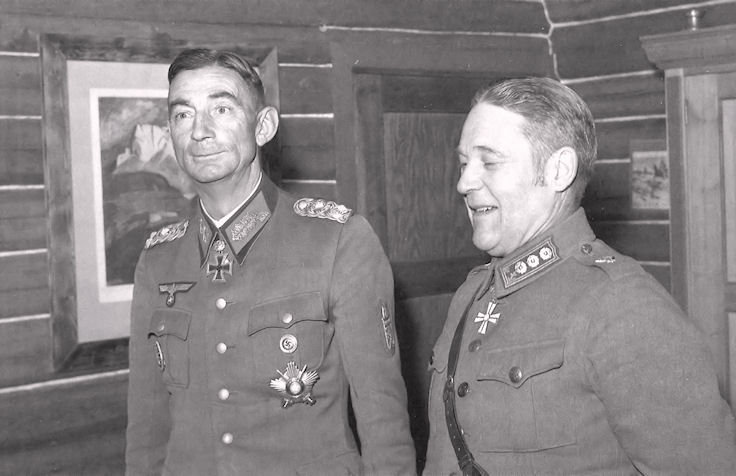
Eduard Dietl (links) und Oiva Willamo (1887–1967), Finnland 1943

Beim Überfall auf die Sowjetunion überquerte Dietls Verband die finnisch-sowjetische Grenze am nördlichen Eismeer. Sein Auftrag lautete, die finnischen Nickelgruben bei Petsamo zu sichern und dann weiter nach Osten anzugreifen. In verlustreichen Kämpfen scheiterten allerdings mehrere Offensiven an der Sapadnaja Liza. Es gelang nicht, die Landverbindung von Murmansk zur Sowjetunion zu durchtrennen. Der Historiker Winfried Heinemann attestiert Dietl eine Fähigkeit zur unmittelbaren Menschenführung, sieht seine operativen Fähigkeiten aber als begrenzt an.
Dietl führte ab 4. Juni 1941 nacheinander die „Befehlsstelle Finnland“, die am 14. Januar 1942 in „Armeeoberkommando Lappland“ bzw. ab 22. Juni 1942 in „Oberkommando 20. Gebirgs-Armee“ umbenannt wurde.

##### Beförderung zum Generaloberst
Als Hitler am 4. Juni 1942 zum 75. Geburtstag des finnischen Oberbefehlshabers von Mannerheim nach Finnland reiste, beförderte er Dietl zum Generaloberst.
Dietl enttäuschte, so die Darstellung Jakob Knabs, das Vertrauen seines „Führers“ nicht:

„Wir müssen aus innerster Überzeugung an unseren obersten Befehlshaber glauben und mit heiliger Begeisterung die Aufgabe, die der Führer der Wehrmacht gestellt hat – die Erringung des Endsieges – erfüllen.“

Auch ohne Parteimitgliedschaft, die ihm als Wehrmachtsangehörigen nach wie vor verwehrt war, hatte Dietl stets zu den überzeugten Parteigängern des Nationalsozialismus gehört. Am 30. Januar 1943 verlieh Hitler ihm das Goldene Parteiabzeichen der NSDAP. Die damit verbundene Parteimitgliedschaft (Mitgliedsnummer 9.624.401) sollte bis zu seinem Ausscheiden aus dem aktiven Wehrdienst ruhen. Als Goebbels nach der Kapitulation von Stalingrad am 18. Februar 1943 in der Sportpalastrede den „totalen Krieg“ verkündete, telegraphierte ihm Dietl die „uneingeschränkte Sympathie der Front“.  Anlässlich des 20. Jahrestages des Hitler-Putsches ließ Dietl am 9. November 1943 verlautbaren:

„Das deutsche Volk gedenkt am 9. November des Tages, an dem der Führer das große Wagnis unternahm, mit einer Handvoll entschlossener Männer die Führung des Reiches an sich zu reißen und damit das deutsche Schicksal entscheidend zum Guten zu wenden. […] Wir feiern […] den Tag der unbedingten Treue zum Führer, zur Idee des Reiches, zur Ehre der Nation und zur nationalen Gemeinschaft des deutschen Volkes.“

Mit im Zentrum der Veranstaltung stand die Durchhalterede, die Dietl auf den Stufen der Feldherrnhalle in München hielt:

„Der Frontsoldat weiß, daß es sich um den Schicksalskampf des deutschen Volkes handelt, daß sich die Juden der ganzen Welt zusammengeschlossen haben zur Vernichtung Deutschlands und Europas. […] Der Krieg ist der unerbittliche Läuterer der Vorsehung. Ich erkläre feierlich: Ich glaube an den Führer!“

##### Tod
Für den 23. Juni 1944 wurde Dietl zu einer Besprechung mit Hitler auf den Berghof befohlen. Sein Vorschlag, mit seinen Soldaten in Norwegen die Ostfront zu stärken, erzürnte Hitler so, dass die Besprechung abgebrochen wurde. Auf dem Rückflug zerschellte sein Flugzeug vom Typ Junkers 52 auf der steirischen Seite des Hochwechsels, in Waldbach-Breitenbrunn. Mit Dietl starben die Generale Karl Eglseer, Franz Rossi und Thomas-Emil von Wickede. Sein Tod wurde aus Sorge, die laufenden Verhandlungen mit Finnland könnten belastet werden, für eine Woche geheim gehalten. Die Trauerfeier mit Hitlers Rede zum „Typ des nationalsozialistischen Offiziers“ am Beispiel Dietl wurde vom Radio übertragen. In Militäreinheiten veranlassten nationalsozialistische Führungsoffiziere den Gemeinschaftsempfang dieser Propaganda-Rede, so etwa bei der 253. Infanterie-Division. In dieser Rede führte Hitler, so der Historiker Winfried Heinemann, wörtlich aus, er habe mit Dietl einen „teuren und treuen Freund“ verloren, der immer ein „Nationalsozialist […] nicht der Phrase, sondern dem Willen, der Überlegung und doch auch dem Herzen nach“ geblieben sei. Die Schwerter zum Ritterkreuz wurden Dietl postum am 1. Juli 1944 verliehen, und die Gebirgsjägerbrigade 139 erhielt den Namen „Generaloberst Dietl“. In Hitlers Tagesbefehl der Wehrmacht zum 1. Juli 1944 hieß es: „Als fanatischer Nationalsozialist hat sich Generaloberst Dietl in unwandelbarer Treue und leidenschaftlichem Glauben seit Beginn des Kampfes unserer Bewegung für das Großdeutsche Reich persönlich eingesetzt.“
Noch während des Zweiten Weltkrieges gab es Gerüchte, dass es sich bei dem Absturz um eine auf Hitler zurückgehende Sabotage handeln könnte, die sich jedoch als unhaltbar erwiesen.
Dietl wurde auf dem Münchener Nordfriedhof beigesetzt. Sein Grabstein zeigt seinen Nachnamen und den „Narvikschild“.

## Gesinnung, Rassismus, Ideologie
Dietls rassistische Gesinnung, so Jakob Knab, zeige seine „sehr ernste Mahnung an die Vorgesetzten aller Dienstgrade“, in der er kurz vor Weihnachten 1942 die allgemein geltenden Bestimmungen über die Heirat deutscher Soldaten mit Frauen aus nordischen Staaten verschärfen wollte (siehe hierzu auch Tyskerbarn und Lebensborn § Norwegen). Er lehnte Ehen deutscher Soldaten mit Norwegerinnen kategorisch ab, zum einen, weil „es sich […] nur um recht geringwertige Vertreterinnen der Nachbarvölker“ und um „rassisches Treibholz“ handele, zum anderen, weil in der Heimat „Hunderttausende frischer deutscher Mädels und leider auch zahlreiche junge Kriegerwitwen auf unsere heimkehrenden Soldaten“ warten würden.
Dietl galt als sehr volkstümlich; das gute Verhältnis zu seinen Untergebenen wurde von der Propaganda stark herausgestellt. Deswegen wurde er ohne Zweifel einer der populärsten deutschen Heerführer und der „NS-Mustergeneral“.

## Verstrickung in Kriegsverbrechen
Anhand von mehreren Vorfällen sind Dietl die Beteiligung an Kriegsverbrechen bzw. Verbrechen gegen die Menschlichkeit nachgewiesen worden: Der erste betrifft die Weitergabe des „Kommissarbefehls“, der im Juni 1941 auf Initiative der Heeresführung ausgearbeitet worden war. Unverblümt hatte Hitler in einer Rede am 30. März 1941 kriegsverbrecherisches Vorgehen gegen die UdSSR gefordert; er hatte erklärt, das Heer müsse in diesem „Kampf zweier Weltanschauungen […] von dem Standpunkt des soldatischen Kameradentums abrücken“. Über das Gebirgs-Korps Norwegen unter Generaloberst von Falkenhorst wurde der Befehl auch an General Dietl weitergegeben und dort bekannt gemacht. Auch im Befehlsbereich von Dietls 20. Gebirgs-Armee wurden Kriegsgefangene zur Erschießung an den berüchtigten Sicherheitsdienst (SD) weitergegeben. Diese Morde waren von 1968 bis 1978 Gegenstand staatsanwaltlicher Ermittlungen. Es kam zwar, weil die Taten nicht eindeutig zugeordnet werden konnten, zu keiner Verurteilung, am Tatbestand selbst hatte die Staatsanwaltschaft jedoch keine Zweifel.
Der zweite Tatbestand betrifft die als „Konzentrationslager für die Wehrmacht“ bezeichneten Feldstraflager in Finnland und Nordnorwegen. In Norwegen ließ Dietl Rückzugswege bauen. Dabei wurden Einheiten von Strafgefangenen („Moorsoldaten“ aus den Emslandlagern) der Organisation Todt eingesetzt. Weitere Einheiten wurden im Fort Zinna/Torgau aufgestellt; es waren Arbeitssklaven aus den Feldstraflagern I und II in Finnland und Norwegen, für die Generaloberst Dietl truppendienstlich verantwortlich war. Diese Feldstraflager waren die militärische Variante der Vernichtung durch Arbeit. Zum sogenannten Bewährungsprogramm gehörte der Fußmarsch von Rovaniemi nach Petsamo am Eismeer, auf dem immer wieder zu schwache Strafsoldaten mit Genickschüssen getötet wurden. Hier kam es ab Sommer 1942 in Finnland und Nordnorwegen zu willkürlichen Erschießungen und sadistischen Misshandlungen an deutschen Strafsoldaten durch Wachpersonal der Wehrmacht. Dietl selbst droht in einer Ansprache am 16. Juni 1942 mit der Ermordung der Strafsoldaten, wenn sie bei den Märschen nicht mitkommen sollten.

## Dietl als Namenspatron
Im Mai 1964 wurde eine Bundeswehrkaserne in Füssen nach Dietl benannt. Ein Jahr später wurde sein militärischer Rang „Generaloberst“ der Namensgebung hinzugefügt.
Im Januar 1982, anlässlich der Neubenennung einer Straße in Dietls Geburtsort Bad Aibling, begann der öffentliche Meinungskampf. Im Juli 1987 forderte eine Bürgerinitiative in Kempten (Allgäu) die Umbenennung der „General-Dietl-Straße“. Pax Christi forderte im Februar 1988 die Umbenennung der „Generaloberst-Dietl-Kaserne“ in Füssen.
Wütende Reaktionen folgten: Wer für die Umbenennung öffentlich Stellung bezog, stieß auf Widerstand in Form von anonymen Anrufen, Zuschriften und Morddrohungen. Der Petitionsausschuss des Bundestages hingegen empfahl, durch Aufklärung der Truppe Verständnis für die Umbenennung der Kaserne zu wecken. Eine Umbenennung wäre zugleich ein Beitrag zur „Aufarbeitung der jüngsten deutschen Vergangenheit“. Der örtliche CSU-Abgeordnete Kurt Rossmanith hielt dagegen: „Generaloberst Dietl war und ist für mich auch heute noch Vorbild in menschlichem und soldatischem Handeln.“
Am 9. November 1995 entschied der damalige Bundesminister der Verteidigung Volker Rühe schließlich, die Generaloberst-Dietl-Kaserne in Füssen und die General-Kübler-Kaserne in Mittenwald umzubenennen. Die Kaserne in Füssen erhielt den Namen Allgäu-Kaserne, die in Mittenwald den Namen Karwendel-Kaserne. Diese Entscheidung stieß auf herbe Kritik des Kameradenkreises der Gebirgstruppe.
Im März 1990 wurde Dietls Ehrenbürgerschaft der Landeshauptstadt Graz (Steiermark) getilgt. Die General-Dietl-Straße in Kempten (Allgäu) wurde im Januar 1993 umbenannt (neu: Prälat-Götz-Straße). In Bad Aibling heißt die frühere General-Dietl-Straße nach vielen Diskussionen seit Januar 1996 „Am Sonnenfeld“. Einzelne fordern aber nach wie vor eine Rückbenennung. Im Januar 1997 stimmte der Rat der Stadt Füssen für die Umbenennung der Dietlstraße (neu: Baumeister-Fischer-Straße). Die General-Dietl-Straße in Freyung wurde im Januar 1998 in Ahornöder Straße umbenannt. Die Dietl-Gedenktafel in Ringelai (Bayerischer Wald) – bis 1977 eine Gedenkstätte für Albert Leo Schlageter – wurde im Sommer 1997 abmontiert. In Harthausen, einem Stadtteil Bad Aiblings, existiert weiterhin eine Dietl-Gedenktafel.

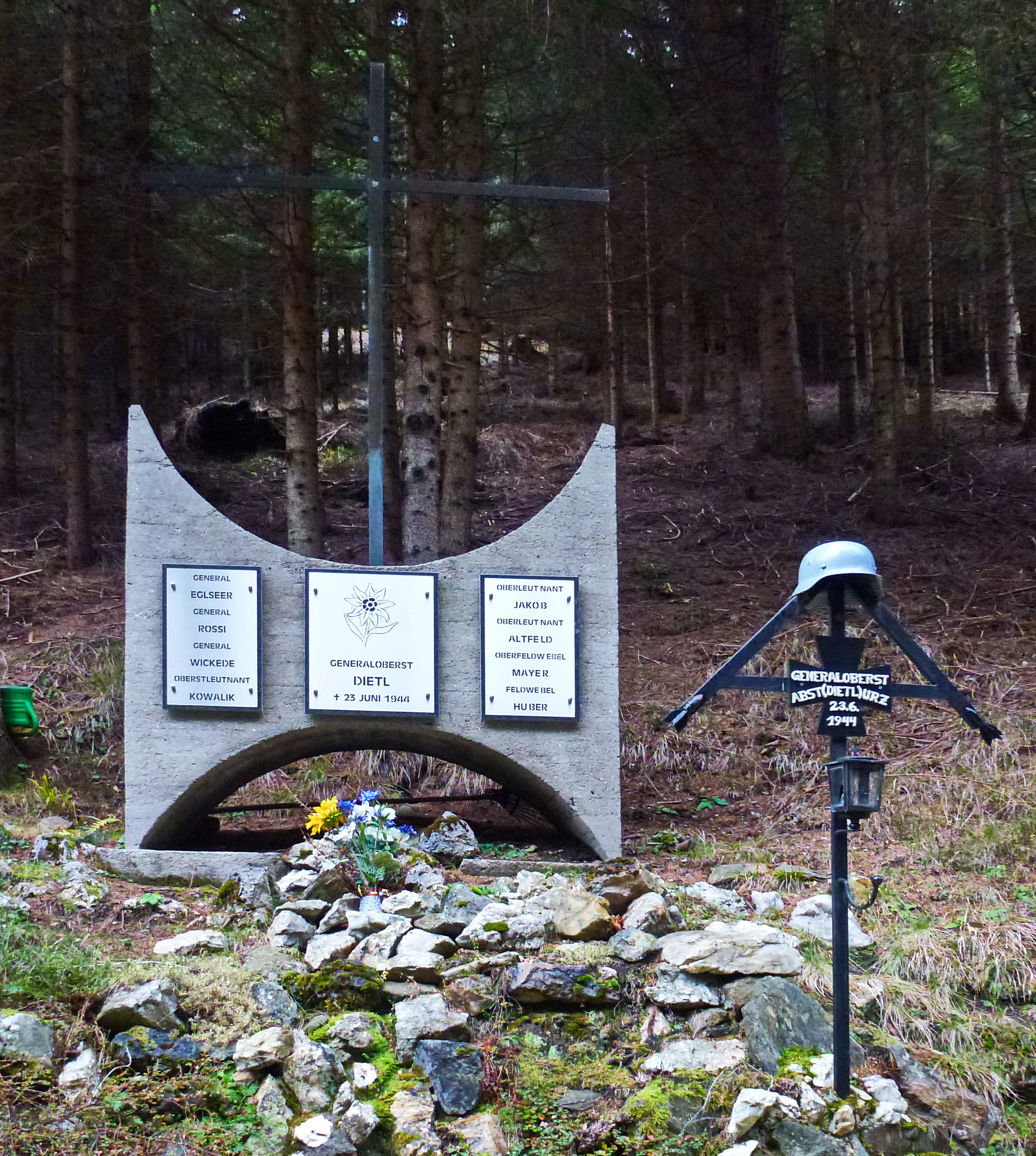
Denkmal „Dietl-Kreuz“

Eine Gedenkstätte für Dietl befindet sich inmitten einer Touristenattraktion, der Miniaturwelt „Wiedners Wasserspiele“ in Waldbach, Bezirk Hartberg-Fürstenfeld, Steiermark. Sie ist allerdings nur ein Modell des so genannten „Dietl-Kreuzes“ an der Absturzstelle des Flugzeuges im Waldbacher Ortsteil Breitenbrunn, die über einen rund 500 Meter langen, markierten Fußweg abseits der Straße zur Rablkreuz-Hütte erreichbar ist. Bis zum Jahr 2002 wurde beim Dietl-Kreuz alljährlich an einem Sonntag rund um das Absturzdatum eine Gedenkmesse gehalten. In einem kritischen Bericht der Kleinen Zeitung wird der Pfarrer von Waldbach, Franz Rechberger, mit einer Rechtfertigung zitiert: „Es war nie eine Dietl-Messe, sondern immer eine Sonntagsmesse mit Gebeten für den Frieden und die Gefallenen.“

## Auszeichnungen (Auswahl)
- Ritterkreuz des Eisernen Kreuzes, 9. Mai 1940
  - Eichenlaub, 19. Juli 1940
  - Schwerter, 1. Juli 1944 (posthum)
- Eisernes Kreuz I. Klasse, 3. September 1916
- Eisernes Kreuz II. Klasse, 16. September 1914[27]